# Kim Beazley

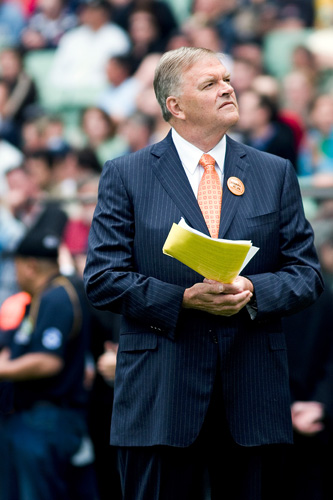
Kim Beazley

Kim Christian Beazley (* 14. Dezember 1948 in Perth, Western Australia) ist ein australischer Politiker der Australian Labor Party.
Beazley war zwischen 1980 und 2007 Mitglied des australischen Repräsentantenhauses. Er gehörte als Minister mit Kabinettsrang den Regierungen der beiden Labor-Premierminister Bob Hawke (1983–1991) und Paul Keating (1991–1996) an. Zwischen 1983 und 1996 war Beazley Luftfahrtminister (1983), Verteidigungsminister (1984–90), Verkehrsminister (1990–91), Finanzminister (1991, 1993–96), Bildungsminister (1991–93) sowie stellvertretender Premierminister Australiens (1995–96).
Von 1996 bis 2001 und von 2005 bis 2006 war Beazley zudem Vorsitzender der Labor Party und zugleich Oppositionsführer im australischen Unterhaus.
Nach der Abstimmungsniederlage um die Führung der ALP gegen den ehemaligen Premierminister Kevin Rudd im Dezember 2006, kündigte Beazley an, für die anstehenden Federal Elections im Jahre 2007 nicht mehr kandidieren zu wollen und sich aus der Politik zurückzuziehen. Anschließend trat er eine Professur am Department of Politics and International Relations der University of Western Australia an. Im Juli 2008 wurde er zum Kanzler der Australian National University ernannt, was er bis Dezember 2009 blieb. Beazley wurde im Februar des folgenden Jahres als Nachfolger von Dennis Richardson australischer Botschafter in den Vereinigten Staaten. Im Januar 2016 wurde er durch Joe Hockey abgelöst. Er war von 2018 bis 2022 Gouverneur von Western Australia.
Kim Beazley ist verheiratet und hat zwei Kinder.